# Cratere Andreianova
Andreianova  è un cratere sulla superficie di Venere. Deve il suo nome ad Elena Ivanovna Andrejanova (in russo Елена Ивановна Андреянова?), ballerina russa del XIX secolo.